# Д̇
Cette page contient des caractères spéciaux ou non latins. S’ils s’affichent mal (▯, ?, etc.), consultez la page d’aide Unicode.
Д̇ (minuscule : д̇), appelé dé point suscrit, est une lettre additionnelle de l’alphabet cyrillique utilisée dans la cyrillisation de l’alphabet arabe. Elle est composée du dé ‹ Д › diacrité d’un point suscrit.

## Utilisations
Dans certaines cyrillisations de l’alphabet arabe, le dé point suscrit ‹ д̇ › translittère le ḍād ‹ ﺽ ›. D’autres cyrillisations utilisent plutôt le dé point souscrit ‹ д̣ ›.

## Représentation informatique
Le dé point suscrit peut être représenté avec les caractères Unicode suivants :
- décomposé (cyrillique, diacritiques)[1],[2] :

| formes    | représentations | chaînes de caractères | points de code | descriptions                                             |
| --------- | --------------- | --------------------- | -------------- | -------------------------------------------------------- |
| capitale  | Д̇               | Д◌̇                    | U+0414 U+0307  | lettre majuscule cyrillique dé diacritique point suscrit |
| minuscule | д̇               | д◌̇                    | U+0434 U+0307  | lettre minuscule cyrillique dé diacritique point suscrit |